# Marguerite d'Anjou (1430-1482)
Pour les articles homonymes, voir Marguerite d'Anjou.
Marguerite d'Anjou, née le 23 ou le 24 mars 1430 à Pont-à-Mousson ou à Nancy et morte le 25 août 1482 à Dampierre-sur-Loire, fille de René d'Anjou (le « roi René »), princesse de Lorraine et de Bar du fait de sa mère, épouse du roi Henri VI d'Angleterre en 1445, est reine consort d'Angleterre de 1445 à 1461 et de 1470 à 1471, en raison des vicissitudes du règne de son époux au cours de la guerre des Deux-Roses (1455-1485).

## Biographie

### Famille
Marguerite est la fille de René Ier d'Anjou, roi de Naples, duc d'Anjou, de Bar, de Lorraine et comte de Provence, et d'Isabelle Ire, duchesse de Lorraine.
Sa tante Marie d'Anjou ayant épousé le roi Charles VII de France, Marguerite est la cousine germaine du roi Louis XI. Sa grand-mère paternelle se trouve être la fameuse Yolande d'Aragon, sa grand-mère maternelle, la bienheureuse Marguerite de Bavière.

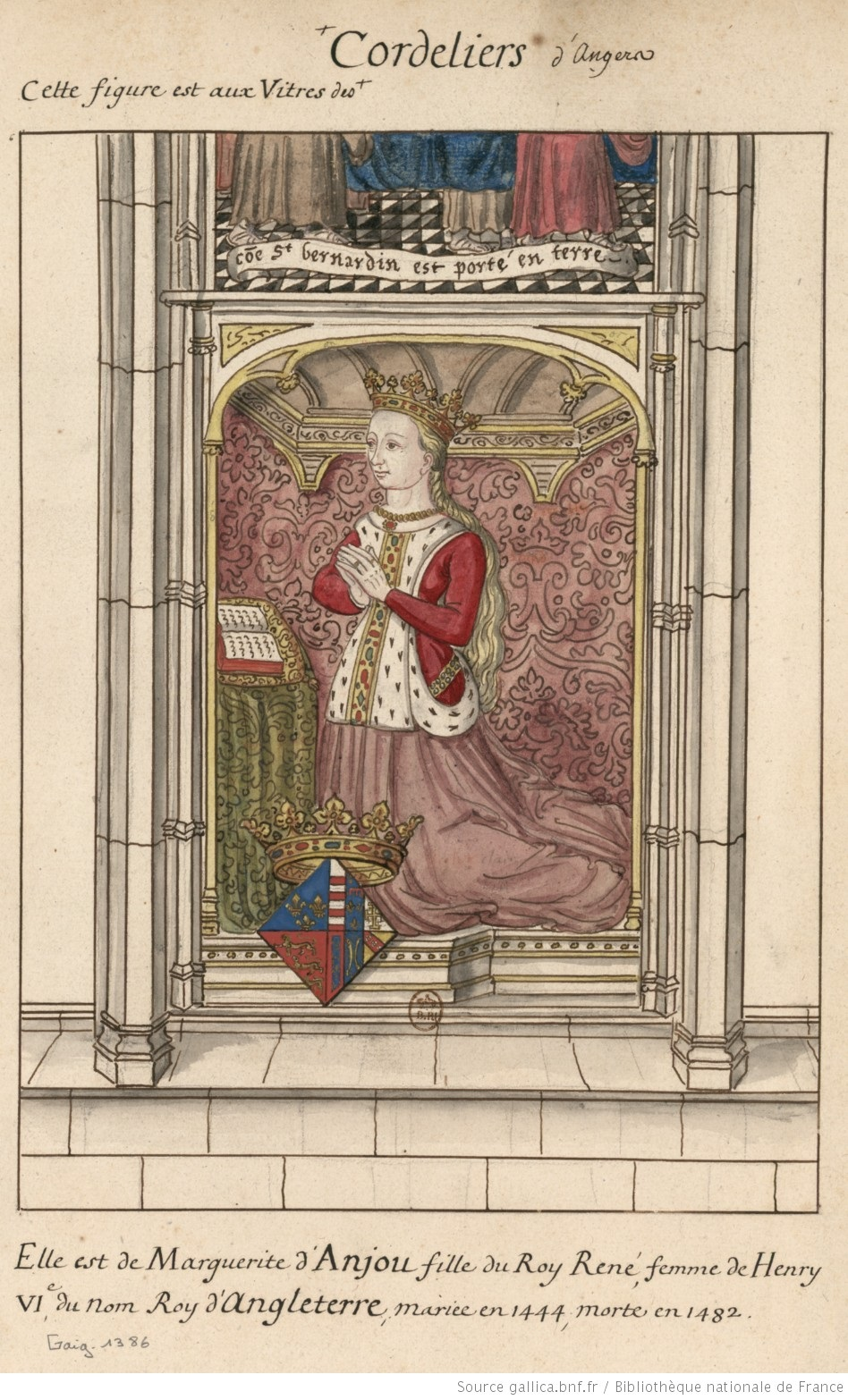
Copie d'un ancien vitrail de l'église des Cordeliers d'Angers, qui est fondée par le roi René d'Anjou, attribuée à Marguerite d'Anjou par ses armes et la couronne (bibliothèque nationale de France, collection Gaignières n° 1386).

### Mariage
Le cardinal de Beaufort et le comte de Suffolk William de la Pole convainquent Henri VI que le meilleur moyen de conclure la paix avec la France consiste à épouser Marguerite d'Anjou, nièce du roi Charles VII. Henri donne son accord et charge Suffolk d'aller négocier avec le roi de France. Ce dernier accepte à condition qu'il n'ait pas à payer de dot et qu'il reçoive en échange le Maine et l'Anjou alors sous domination anglaise. Ces conditions s'officialisent dans le traité de Tours en 1444, la cession des terres reste cependant cachée au Parlement. 

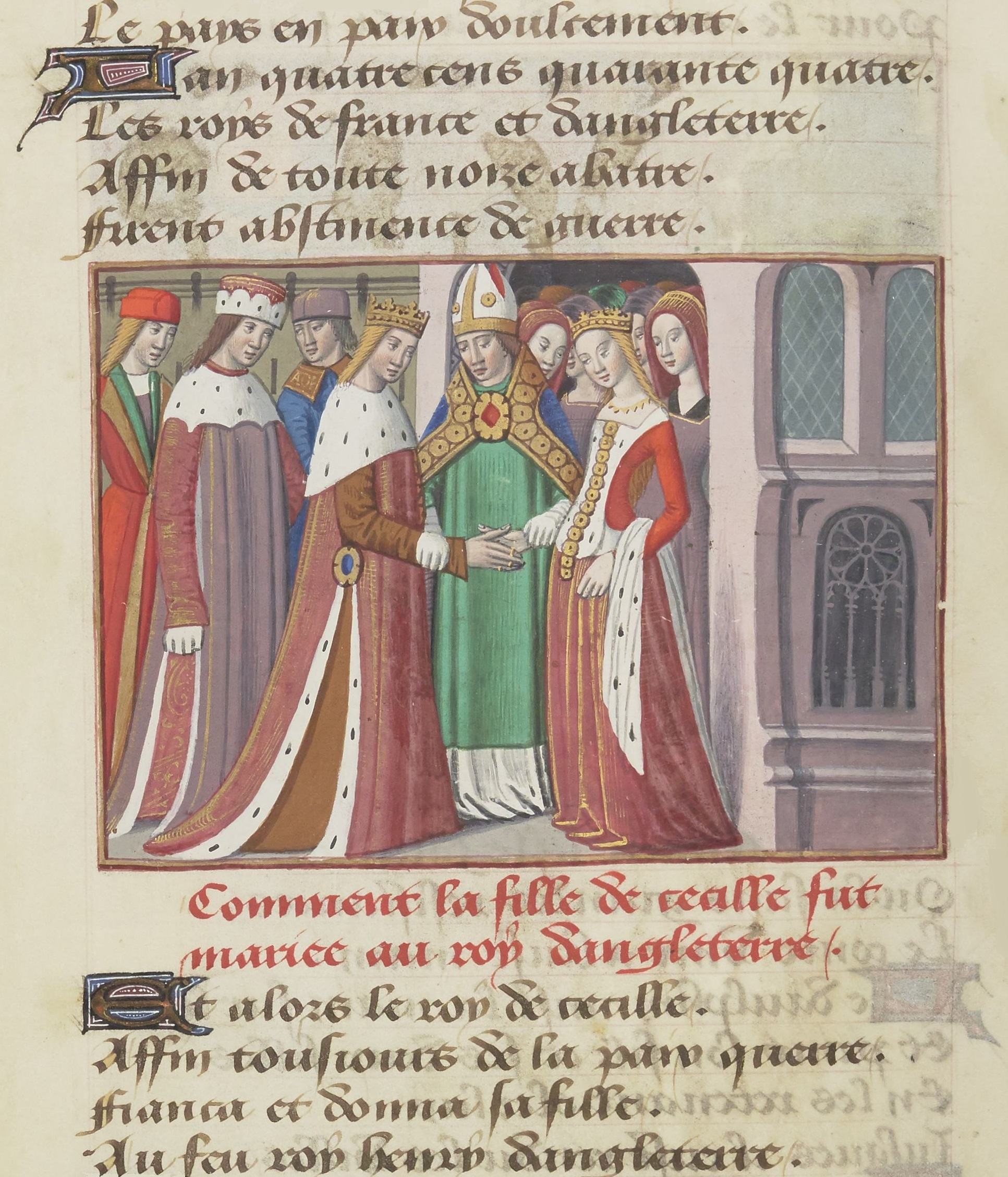
Le mariage d'Henri VI et de Marguerite d'Anjou. Miniature issue du manuscrit de Martial d'Auvergne, ', vers 1484, BNF.

Le 23 avril 1445, elle est mariée par procuration, en la collégiale Saint-Georges de Nancy, à Henri VI. Le mariage est ensuite célébré en personne, en la cathédrale de Westminster, le 30 mai de la même année.
Femme active, Marguerite d'Anjou fonde le Queens' College de Cambridge.

### Les intrigues de la cour
En février 1447, Suffolk, avec l'aide du vieux cardinal Beaufort, fait arrêter le duc de Gloucester Humphrey de Lancastre, oncle du roi, accusé de trahison. Ce dernier est emprisonné pour être jugé mais il meurt rapidement (probablement d'une attaque cardiaque). Certains accusent néanmoins Suffolk d'avoir fait assassiner le propre oncle et héritier du roi. Le duc d'York Richard Plantagenêt est envoyé rétablir l'ordre en Irlande et maintenu ainsi éloigné. Suffolk et son allié le duc de Somerset Edmond Beaufort, alliés à la reine Marguerite, deviennent maîtres de la cour.

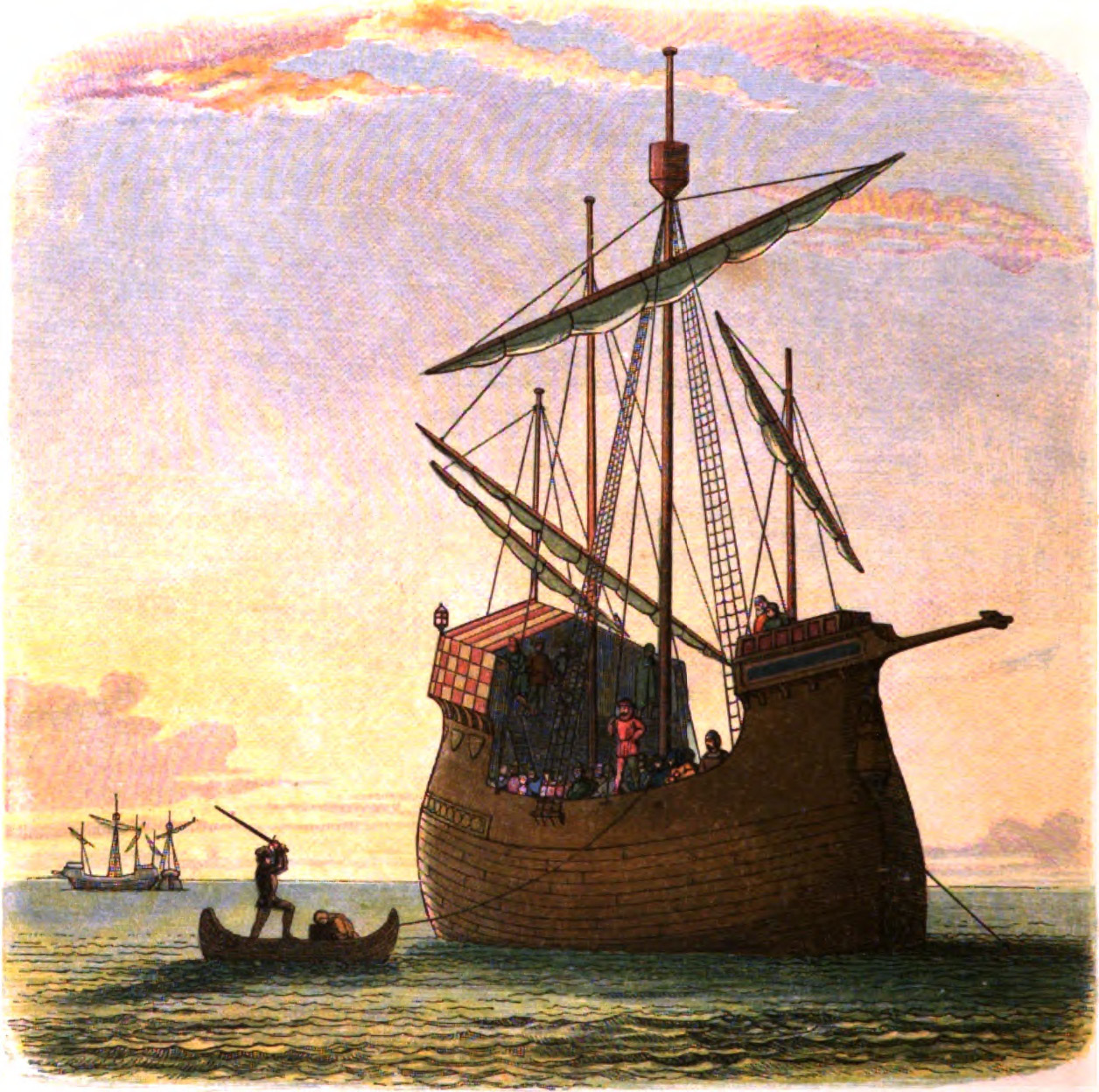
L'exécution du duc de Suffolk, illustration du XIXe siècle.

Accusé de complot contre la Couronne en ayant rendu le Maine et l'Anjou à la France, Suffolk est arrêté en janvier 1450 et emprisonné à la Tour de Londres. Il est banni pour cinq ans mais son bateau l'emmenant en France est intercepté par une bande de soldats mécontents appartenant au duc d'Exeter qui le condamnent à mort et le décapitent le 2 mai 1450.

### Rivalité avec le duc d'York
La même année, Richard d'York revient d'Irlande et commence à recevoir des soutiens. La situation s'avère si instable à Londres que Somerset est emprisonné dans la Tour de Londres pour sa propre sécurité alors que Richard réforme le Parlement. Somerset retrouve ses positions en 1451 tandis que York se retire à Ludlow. En 1452, Richard tente une seconde démonstration de force. Il demande le départ de Somerset et à être reconnu comme héritier d'Henri, toujours sans enfant. La reine intervient pour protéger Somerset. York se rebelle mais devant le peu de soutien des nobles, il se soumet à Henri. Il doit jurer de ne plus reprendre les armes contre la Couronne et Somerset.
Doux et pieux, Henri VI, petit-fils de Charles VI de France, connaît des accès de démence en août 1453. Cette situation pousse Richard d'York, avec l'aide des comtes de Salisbury et de Warwick à écarter du pouvoir la reine Marguerite et à se proclamer Lord Protecteur du royaume le 27 mars 1454. Somerset est emprisonné à la Tour de Londres et York fait entrer au Conseil du roi ses alliés.
Le couple royal a un fils Édouard de Westminster, né le 13 octobre 1453. York et ses alliés soupçonnent le duc de Somerset Edmond Beaufort d'être le véritable père du petit prince.
Le retour du roi à ses sens à la Noël 1454 contrarie les ambitions de Richard qui est écarté de la cour en février 1455 par la reine Marguerite d'Anjou. Cette dernière noue des alliances contre Richard et conspire avec d'autres nobles pour réduire son influence. Elle forme ainsi le clan des Lancastriens. Richard, de plus en plus pressé, recourt finalement aux armes en mai 1455.

#### Lutte pour la régence royale
Richard bat les troupes royales lors de la bataille de St Albans le 22 mai 1455. Somerset et son allié le comte de Northumberland sont tués, ce qui satisfait en grande partie York, Salisbury et Warwick. Les troupes yorkistes découvrent Henri VI abandonné par son escorte. Il vient de subir une seconde crise de folie. 
York et ses alliés recouvrent leur position influente, et pendant quelque temps les deux côtés paraissent choqués qu'une bataille réelle se soit déroulée, si bien qu'ils font tout leur possible pour apaiser leurs différends. Puisque le roi est malade, York se voit, de nouveau, nommé Protecteur et la reine Marguerite, chargée de soigner le roi, est écartée du pouvoir.
La famille royale doit quitter Londres qui est acquise au clan York pour s'installer à Coventry. Les problèmes à l'origine du conflit ressurgissent cependant, surtout quand il s'agit de savoir si c'est le duc d'York ou le jeune fils d'Henri et Marguerite, Édouard de Westminster, accusé d'être un enfant illégitime, qui doit succéder à Henri sur le trône. Marguerite refuse toute solution qui déshériterait son fils et il devient clair qu'elle ne tolère la situation qu'aussi longtemps que le duc d'York et ses alliés gardent la suprématie militaire. Le protectorat d'York prend fin en février 1456 ; Marguerite s'empresse d'annuler toutes les mesures de son rival.
Les hostilités reprennent en septembre 1459. Les troupes yorkistes du comte de Salisbury battent celles du roi à Blore Heath le 23 septembre. Le 12 octobre, Henri VI défait à Ludford Bridge la puissante armée du duc d'York. York s'enfuit en Irlande tandis que Salisbury, Warwick et le fils aîné d'York, Édouard, comte de March s'exilent à Calais. Ils sont tous déchus de leurs droits civiques par le Parlement le 20 novembre. Les Lancastriens contrôlent de nouveau la situation. Cependant, les Yorkistes commencent à lancer des raids sur la côte anglaise depuis Calais à partir de janvier 1460, ajoutant ainsi un sentiment de chaos et de désordre.

#### L'Acte d'Accord et la poursuite des combats
Salisbury, Warwick et March envahissent l'Angleterre à l'été 1460. À la bataille de Northampton le 10 juillet 1460, Warwick fait prisonnier le roi, à nouveau frappé d'une crise de folie. Les Yorkistes entrent peu après à Londres. Richard d'York revient d'Irlande et revendique le trône. Il obtient finalement du Parlement d'être nommé une troisième fois Lord Protecteur et se voit désigné héritier du trône le 25 octobre par l'Acte d'Accord, au détriment du prince Édouard de Westminster. 
Loin de mettre fin au conflit, cet arrangement est considéré comme inacceptable par la reine Marguerite, ainsi que par la majorité des partisans de la Maison de Lancastre. La guerre se poursuit et Richard d'York est tué le 30 décembre 1460 lors de la bataille de Wakefield tandis que Salisbury est capturé durant la nuit et décapité le lendemain. Le fils de Richard, Édouard prend la tête de la Maison d'York. Ce dernier défait les Lancastriens à la bataille de Mortimer's Cross le 2 février 1461, avant d'être à son tour battu le 17 février à St Albans. Le roi Henri VI est libéré par sa femme et adoube une trentaine de chevaliers à l'issue de la bataille. Marguerite d'Anjou fait prononcer au jeune Édouard de Westminster la sentence de mort de Thomas Kyriell et William Bonville, yorkistes chargés de garder le roi pendant la bataille. Le prince de Galles ordonne qu'ils soient tous deux décapités.
Néanmoins, Édouard d'York se réfugie à Londres où il est proclamé roi le 4 mars sous le nom d'Édouard IV, en lieu et place d'Henri VI, qui a selon lui perdu ses droits à la Couronne en permettant à la reine de prendre les armes contre ceux que l'Acte d'Accord avait faits ses héritiers légitimes. Lors de la terrible bataille de Towton le 29 mars, les troupes lancastriennes sont détruites par celles d'Édouard IV et du comte de Warwick.

### En exil
Henri VI s'enfuit en Écosse avec Marguerite et Édouard auprès du jeune roi Jacques III, mis sous la régence de Marie d'Egmont. Marguerite mène plusieurs raids dans le Nord de l'Angleterre et s'empare ainsi du château de Bamburgh en 1462.
Une anecdote célèbre raconte qu'en 1463, peu après avoir été vaincue par Édouard IV, la reine s'engage, accompagnée de son fils Édouard, dans une forêt où des brigands la dépouillent. Enivrés d'une telle capture, ils prennent querelle ensemble sur le partage du butin, et Marguerite saisit cette occasion pour s'échapper. Accablée de lassitude, elle s'enfonce dans le plus épais du bois, lorsqu'elle est à nouveau abordée par un voleur. Marguerite ranime son courage, présente au voleur son fils Édouard et d'un ton de dignité qui lui est naturel, lui dit : « Mon ami, sauve mon fils et ton roi. » À cette injonction, le voleur laisse tomber son épée, et offre à la reine et son fils tous les secours dont elle peut le croire capable. Ils sortent tous les trois de la forêt ; quelques seigneurs du parti des Lancastre les rencontrent heureusement sur leur chemin et tous ensemble fuient vers Carlisle, de là en Écosse, et peu de temps après en France, où ils sont accueillis sans chaleur par le roi Louis XI.
De 1463 à 1470, Marguerite réside en Lorraine, dans le duché de Bar de son père, au château de Koeur, avec son fils Édouard. 
Les dernières tentatives d'Henri VI pour reprendre le pouvoir se soldent par des échecs à Hedgeley Moor et à Hexham en 1464. Il est capturé en juillet 1465 dans le nord et est emprisonné à la Tour de Londres par son rival Édouard IV. Il sombre complètement dans la folie.

### Restauration et défaite finale
Marguerite d'Anjou souhaite remettre son mari sur le trône en majeure partie pour que son fils puisse prétendre à sa succession et permettre à la maison de Lancastre de continuer à régner. 
Marguerite profite qu'Édouard IV ne s'entende plus avec le comte de Warwick et avec son frère le duc de Clarence Georges Plantagenêt pour, sous la houlette de Louis XI, conclure une alliance avec eux à l'été 1470. La seconde fille de Warwick, Anne Neville, épouse Édouard de Westminster le 13 décembre 1470. Ce mariage lie les destins de Warwick et de Marguerite concernant le trône d'Angleterre, mais ne fait pas les affaires de Georges de Clarence, époux de la fille aînée de Warwick, qui voit le trône s'éloigner.
Édouard IV est contraint par Warwick à s'exiler, ce dernier remet ensuite Henri VI sur le trône le 3 octobre 1470. Étant trop diminué par la folie et les années passées en prison, c'est Warwick qui gouvernera à sa place. Henri ne reste sur le trône que six mois, sa fin est précipitée par le comte de Warwick qui déclare en janvier 1471 la guerre à la Bourgogne, celle-ci décidant en réponse d'apporter son aide à Édouard IV.

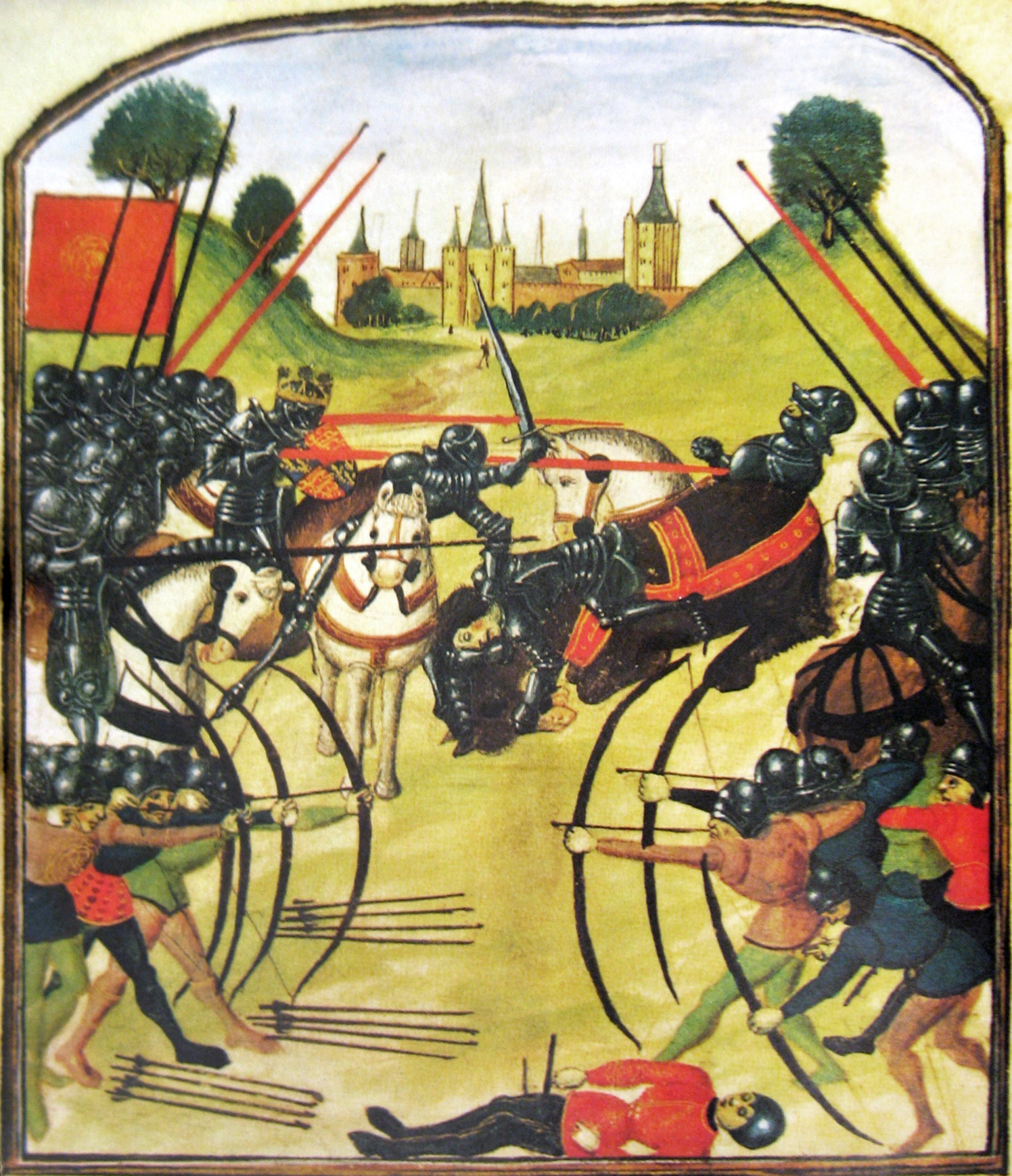
La bataille de Tewkesbury.

Ce dernier débarque le 14 mars 1471 en Angleterre pour reprendre son trône de force : il se réconcilie avec son frère Georges et tue Warwick à la bataille de Barnet le 14 avril. Le même jour, Marguerite débarque dans le sud. L'armée lancastrienne est vaincue à Tewkesbury le 4 mai ; Marguerite est capturée tandis qu'Édouard de Westminster est décapité sur-le-champ sur ordre du duc de Clarence.

### Emprisonnement
Marguerite est emprisonnée au château de Wallingford. Elle est ensuite transférée à la Tour de Londres le 21 mai 1471. Son époux Henri VI y meurt le même jour, probablement assassiné sur ordre d'Édouard IV. Marguerite est confiée en 1472 à la garde d'Alice Chaucer, la veuve du duc de Suffolk.
Son père, le bon roi René, doit payer une rançon de 50 000 écus pour la libération de sa fille, mais l'état de ses finances ne le permet pas. Cette libération figure parmi les clauses principales du traité de Picquigny signé le 29 août 1475 entre Louis XI et Édouard IV. Louis XI, fils de Marie d'Anjou qui avait favorisé son mariage, accepte de verser la rançon, mais à condition que le roi René lui cède son duché d'Anjou en cas d'absence d'héritier direct masculin. Marguerite est libérée le 29 janvier 1476. Elle rejoint son père à Aix-en-Provence.

### Fin de vie dans la solitude
Le calvaire de Marguerite continue. Jusqu'en 1480, elle est encore protégée par son père, René d'Anjou. Or, ce dernier décède le 10 juillet 1480. La vie de Marguerite devient plus difficile. Certes, le roi René lui laisse, par testament, 2 000 livres de rente. De plus, 6 000 livres tournois de pension par an lui est accordée par Louis XI, en 1481. Mais avec cette modeste ressource, encore faut-il une retraite définitive qui ne lui est pas facile. Elle est accueillie en Anjou,. C'est François de La Vignolle, ancien écuyer de René d'Anjou et gentilhomme de Souzay, qui l'accepte, avec charité et hospitalité, pour qu'elle puisse vivre dans son petit manoir de Dampierre construit en 1460. 
Dans cette situation plus compliquée, elle doit renoncer de nouveau à ses droits sur le duché d'Anjou, en faveur de Louis XI, à Reculée le 19 octobre 1480.

### Décès
Sa situation défavorable, elle meurt bientôt près de Saumur en août 1482 à l'âge de 52 ans. Son testament daté du 2 août est publié en 1875 par Albert Lecoy de La Marche, dans lequel Marguerite d'Anjou se qualifie encore comme reine d'Angleterre.

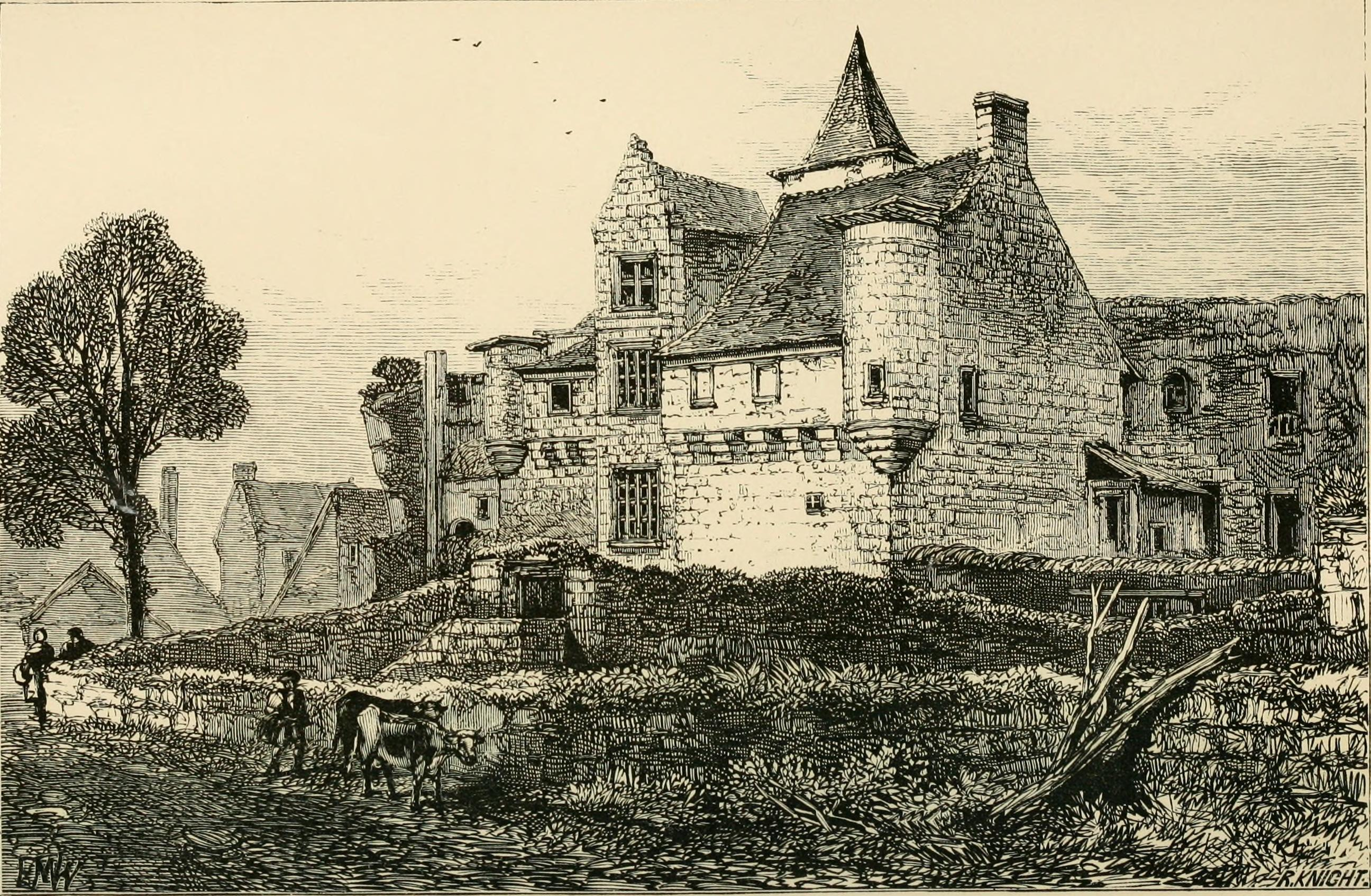
Manoir construit en 1460, dit château de Dampierre, sur lequel la plaque se trouve. Dessin de R. Knight, publié dans la biographie écrite par Hookham (1872).

Sur un mur du château de Morains, il existe une plaque :
Chateau de Morains
ou mourut le 20 aout 1482
Marguerite d'Anjou
Reine d'Angleterre, fille du Roi Rene
heroine de la guerre des Deux Roses
la plus malheureuse des Reines
des Epouses et des Meres.

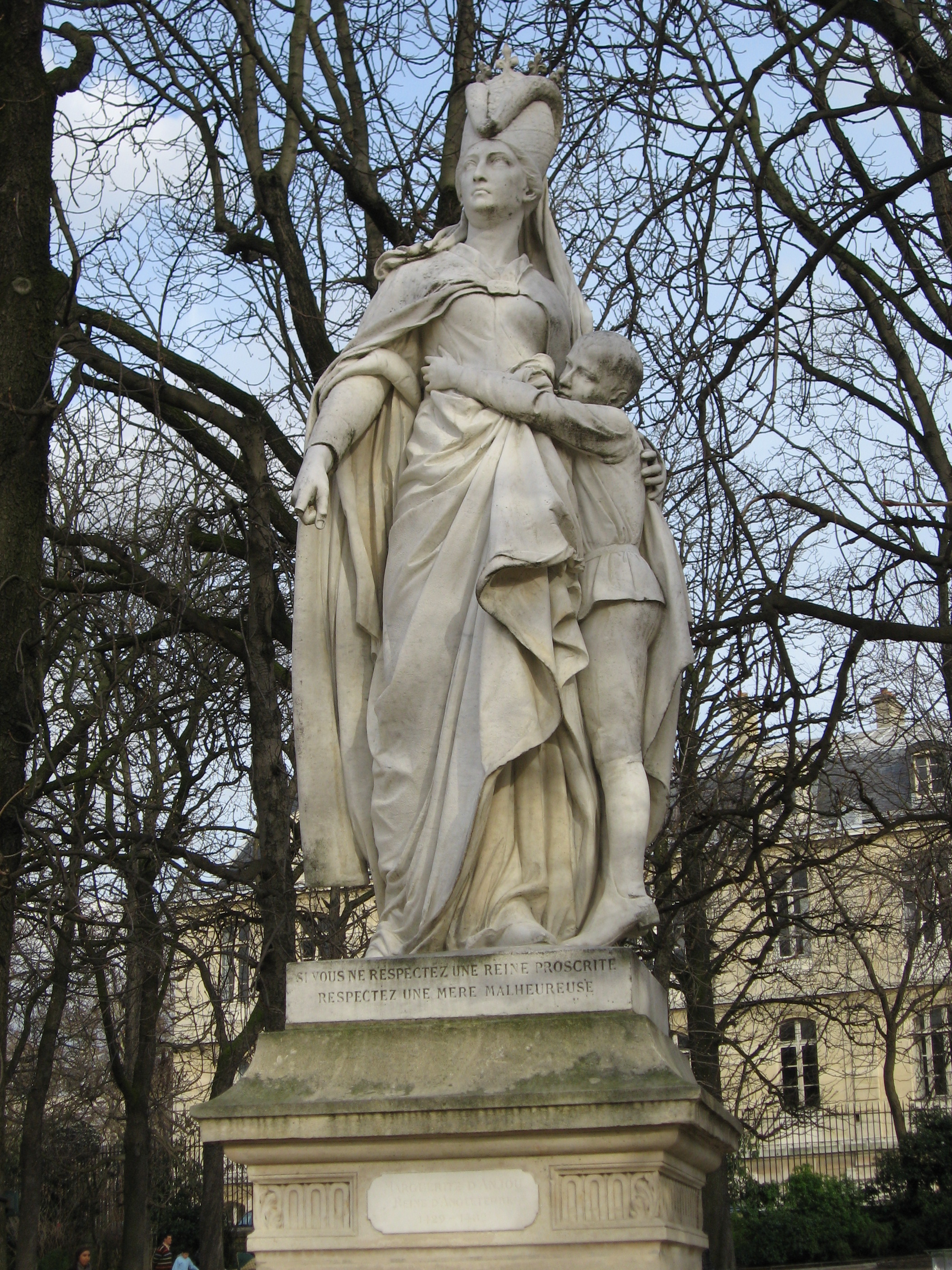
Statue de Marguerite d'Anjou dans le jardin du Luxembourg.

Cette plaque était mentionnée, avec son immense émotion, par Anne Hollingsworth Wharton, historienne américaine et docteur ès lettres, qui publia en 1911 son livre In Château Land : « the most unfortunate of queens, wives and mothers » (les deux derniers versets en traduction). Elle avait visité cet établissement.    
Personnage déjà oublié à son époque, la trace du trépas de Marguerite d'Anjou reste difficile à retrouver en manière critique. Le 25 août 1482 est supporté par la plupart des historiens, ainsi que la notice de la bibliothèque nationale de France. D'autres considèrent qu'il s'agirait de la date de l'enterrement à Angers et que la date de décès serait le 20 août, tout comme ce qui est affiché sur cette plaque. La question de datation demeure encore. Car une lettre expédiée par Louis XI est datée du XIIe jour d'aoust sur le sujet de la feue royne d'Angleterre,. De même, le lieu de mort aussi est discuté. En effet, dans les anciens dossiers, il n'existe aucun document précisant le décès. Le testament non plus. Il est vraisemblable qu'il s'agit de Dampierre-sur-Loire selon plusieurs documents tardifs,. Pour ceux qui supportent Souzay, il existe une explication possible à satisfaire ce sujet. Malgré sa difficulté de finance, Marguerite d'Anjou peut passer ses dernières jours, grâce au gentilhomme de Souzay, François de La Vignolle, qui possède un petit manoir à Dampierre.

### Enterrement à Angers
Sa dépouille mortelle est déposée dans le tombeau que le roi René avait fait construire pour lui-même dans le chœur de la cathédrale d'Angers. Elle rejoint ainsi dans le même caveau son père René Ier d'Anjou et sa mère, Isabelle Ire de Lorraine, sous autorisation de Louis XI qui respectait le testament de Marguerite d'Anjou.

## Postérité dans les arts
La reine Marguerite figure parmi les personnages de Henry VI et de Richard III, tragédies historiques de Shakespeare. 
Elle est l'héroïne de l'opéra Margherita d'Anjou de Giacomo Meyerbeer.
Elle est une des principales protagonistes de la pièce de théâtre, Les reines, de Normand Chaurette (1991), Prix Chalmers du conseil des Arts du Canada en 1993. En 2022, dans l'optique de sortir la reine Marguerite de l'ombre et de l'oubli, une pièce intitulée Marguerite Express est créée et jouée dans le Pays de la Loire.
Dans la série The White Queen, créée en 2013 par Emma Frost et adaptée de l'œuvre romanesque de Philippa Gregory, son personnage est campé par Veerle baetens.
Sa statue se trouve à Paris, dans le jardin du Luxembourg. Il s'agit d'une statue de la série Reines de France et Femmes illustres, et une œuvre de Ferdinand Taluet. Une autre est placée à Angers, ville principale de la maison d'Anjou, place de la Visitation. L'original d'Angers, en bronze, est inauguré en 1902, mais fondu en 1942 sous le régime de Vichy. La statue actuelle en pierre est une œuvre de Paul Belmondo.

## Hommage dans la littérature
Depuis le XIXe siècle, plusieurs personnages visitaient le château de Morains dans l'optique de rendre hommage à Marguerite d'Anjou.

« Châteaux de Morains et de Montsoreau.

On va encore au château de Morains, sis en la commune de Dampierre, faire un pèlerinage de souvenirs. Ah ! si toutes ces murailles pouvaient parler, si cette vieille demeure pouvait raconter son histoire, témoin muet d'une grande infortune, quel douloureux récit ne ferait-elle pas ?
C'est là, en effet, que la belle et héroïque Marguerite d'Anjou, dernière reine de la maison de Lancastre, fille de René et d'Isabelle, vint s'éteindre de chagrin et de misère, recueillie par un ancien serviteur de son père, le digne La Vignolle. Cette fidélité, cet attachement à l'adversité touche vivement le cœur ; c'est du reste le seul petit coin de ciel bleu de cette lamentable histoire.
Dans cette paisible retraite, Marguerite sembla d'abord jouir de sa liberté, cette liberté achetée par Louis XI cinquante mille écus à Édouard d'Angleterre ; mais, repliée sans cesse sur elle-même, ressassant continuellement ses propres malheurs et ceux de sa famille, sa pensée, ballottée nuit et jour entre un passé douloureux et un avenir brisé, tous ces retours amers avaient miné sa vie, et elle mourut après deux ans de séjour à Morains. »

— Noémie Dondel du Faouëdic, Impressions d'un touriste sur Saumur et ses environs, p. 126 (1881)

## Hommages dans les villes
La ville de Pont-à-Mousson, où l'on pense qu'est née Marguerite d'Anjou, rend hommage à cette reine, en donnant son nom à une de ses rues. 
Un foyer de jeunes travailleurs, créé à Angers, s'appelle F. J. T. Marguerite d'Anjou.